# El pequeño Dieter necesita volar
El pequeño Dieter necesita volar (en inglés: Little Dieter Needs to Fly) es un documental alemán-británico-francés de 1997 escrito y dirigido por Werner Herzog, producido por Werner Herzog Filmproduktion, y estrenado en la televisión alemana bajo el título de Flucht aus Laos (Escape de Laos). La película fue editada en DVD en 1998 por Anchor Bay, y en Blu-Ray en 2014 por Shout! Factory como parte de una colección más amplia de películas de Herzog.

## Resumen
Werner Herzog encontró un espíritu afín en el piloto de la marina estadounidense y veterano de Vietnam, el germano-americano Dieter Dengler. Al igual que Herzog, Dengler creció en una Alemania reducida a escombros por la Segunda Guerra Mundial, y las historias de Dengler sobre el hambre y las privaciones en los años posteriores a la guerra se hacen eco de historias similares del pasado de Herzog. Dengler cuenta un recuerdo temprano de los bombarderos aliados que destruían su pueblo y dice que decidió que quería ser piloto después de ver a uno de estos pilotos pasar por delante de su casa.
A la edad de 18 años, Dengler emigró a los Estados Unidos, donde cumplió un alistamiento de dos años en la Fuerza Aérea. De manera frustrante, no pudo obtener un puesto de piloto en ese servicio, por lo que dejó la Fuerza Aérea, asistió a la universidad y luego se unió a la Marina. Después de completar el entrenamiento de vuelo, fue asignado como piloto de un Douglas A-1 Skyraider en el escuadrón de ataque 65 a bordo del portaaviones USS Constellation .
En 1966, Dengler sirvió a bordo del USS Ranger con el escuadrón de ataque 145 . En ese momento, el escuadrón estaba equipado con el Douglas AD-6 / A-1H Skyraider, un avión de ataque de un solo motor impulsado por hélice. En la mañana del 1 de febrero, el teniente Dengler despegó del Ranger con otros tres aviones en una misión de intercepción cerca de la frontera con Laos. La visibilidad era mala debido al clima, y Dengler se perdió de vista. Dengler fue alcanzado por fuego antiaéreo. Se vio obligado a hacer un aterrizaje forzoso con su Skyraider en Laos.
Dengler fue hecho prisionero por el Pathet Lao y luego entregado a los soldados del Ejército de Vietnam del Norte. Después de un período de tortura y hambre, esposado a otros seis prisioneros en un campo de prisioneros de guerra de bambú, Dengler escapó. Posteriormente fue rescatado después de ser descubierto por el piloto de la Fuerza Aérea de los Estados Unidos, Eugene Deatrick .
La mayor parte de la mitad del filme consiste en imágenes de un viaje que Herzog hizo con Dengler de regreso a Laos y Tailandia para recrear su terrible experiencia tres décadas después del hecho. Herzog contrató a lugareños para que hicieran el papel de los captores e hizo que Dengler volviera sobre sus pasos mientras describía sus experiencias. Posteriormente se añadió a la película una posdata que constaba de imágenes del funeral de Dengler en 2001.
Posteriormente, Herzog dirigió Rescue Dawn (Rescate al amanecer), un largometraje basado en los eventos de la captura, encarcelamiento, fuga y rescate de Dengler. Esa película, protagonizada por Christian Bale como Dengler, se estrenó el 24 de julio de 2007.

## Elenco
- Dieter Dengler como él mismo
- Werner Herzog (voz) como él mismo / narrador
- Eugene Deatrick como él mismo

## Recepción
Little Dieter Needs to Fly recibió elogios de la crítica. En el sitio web del agregador de reseñas Rotten Tomatoes, la película tiene una calificación del 93% basada en 14 reseñas, con un promedio de 7.8 / 10.
Roger Ebert le dio a la película 3.5 estrellas de 4.

### Premios
- 1997: Premio Especial del Jurado - Festival Internacional de Cine Documental de Ámsterdam
- 1998: Premio IDA - Asociación Internacional de Documentales
- 1999: Gold Apple - Red Nacional de Medios Educativos, EE. UU.
- 1999: Golden Spire - Festival Internacional de Cine de San Francisco
- 1999: Plata FIPA - Festival Internacional de Programación Audiovisual de Biarritz